# Stevns Fyr
Der Leuchtturm Stevns Fyr liegt etwa 50 Meter vom Rand der Stevns Klint entfernt, die sich 40 Meter über dem Meeresspiegel erhebt. Unmittelbar südlich des Leuchtturms befindet sich der ältere Leuchtturm und das Wohnhaus des Leuchtturmwärters – ein Museumskomplex.

## Geschichte
Die ersten Leuchttürme in Dänemark wurden um 1750 gebaut. Der erste Leuchtturm von Stevns wurde in den Jahren 1816–1818 auf dem Hochufer von Stevns Klint errichtet, dessen Höhe dafür sorgte, dass die Signale des Leuchtturms aus großer Entfernung gesehen werden konnten. Daher wurde der Alte Leuchtturm (dänisch Gamle Fyr) bestehend aus dem Kalksteingebäude einfach als halbkreisförmiger Anbau am Ende des Leuchtturmwärterhauses (1816–1818) von dem dänischen Seeoffizier und Kartographen Poul de Løvenørn errichtet, der auch die Leuchttürme Tunø, Sprogø und Christiansø entwickelte.
Mit der Zunahme der Schifffahrt in der Ostsee wurde ein größerer und leistungsstärkerer Leuchtturm in Stevns notwendig. In den Jahren 1877–1878 wurde daher ein 27 Meter hoher Leuchtturm errichtet, der aus örtlichem Kalkstein gebaut wurde. Im Inneren des Turms windet sich eine Granittreppe zwischen der Außenwand und einem hohlen Backsteinkern. Es erfolgten ein neuerer Anbau und das Wohnhaus des Leuchtturmwärters wurden erweitert. Unter dänischem Schutz für Denkmalgeschützte Gebäude (dänisch: Fredede Bygninger) seit 1932.
Zum Zeitpunkt der Fertigstellung war der Leuchtturm einer der modernsten Europas, da der Leuchtturm über eine drehbare Spiegelvorrichtung verfügte, was eine epochemachende Neuerung in der damaligen Leuchtturmtechnik darstellte. Stevns Leuchtturm war erst der zweite Leuchtturm in Dänemark mit dieser Technik, die dort eingesetzt wurde, wo der meiste Verkehr herrschte. Das Blinklicht ermöglichte es den großen neuen Dampfschiffen der damaligen Zeit, den Stevns-Leuchtturm vom Falsterbo-Leuchtturm an der schwedischen Küste zu unterscheiden. Insgesamt acht dieser Drehspiegelkennleuchten wurden in Dänemark hergestellt. Nach der Einweihung des neuen Leuchtturms im Jahr 1878 wurde der alte Leuchtturm außer Betrieb genommen.

## Beschreibung

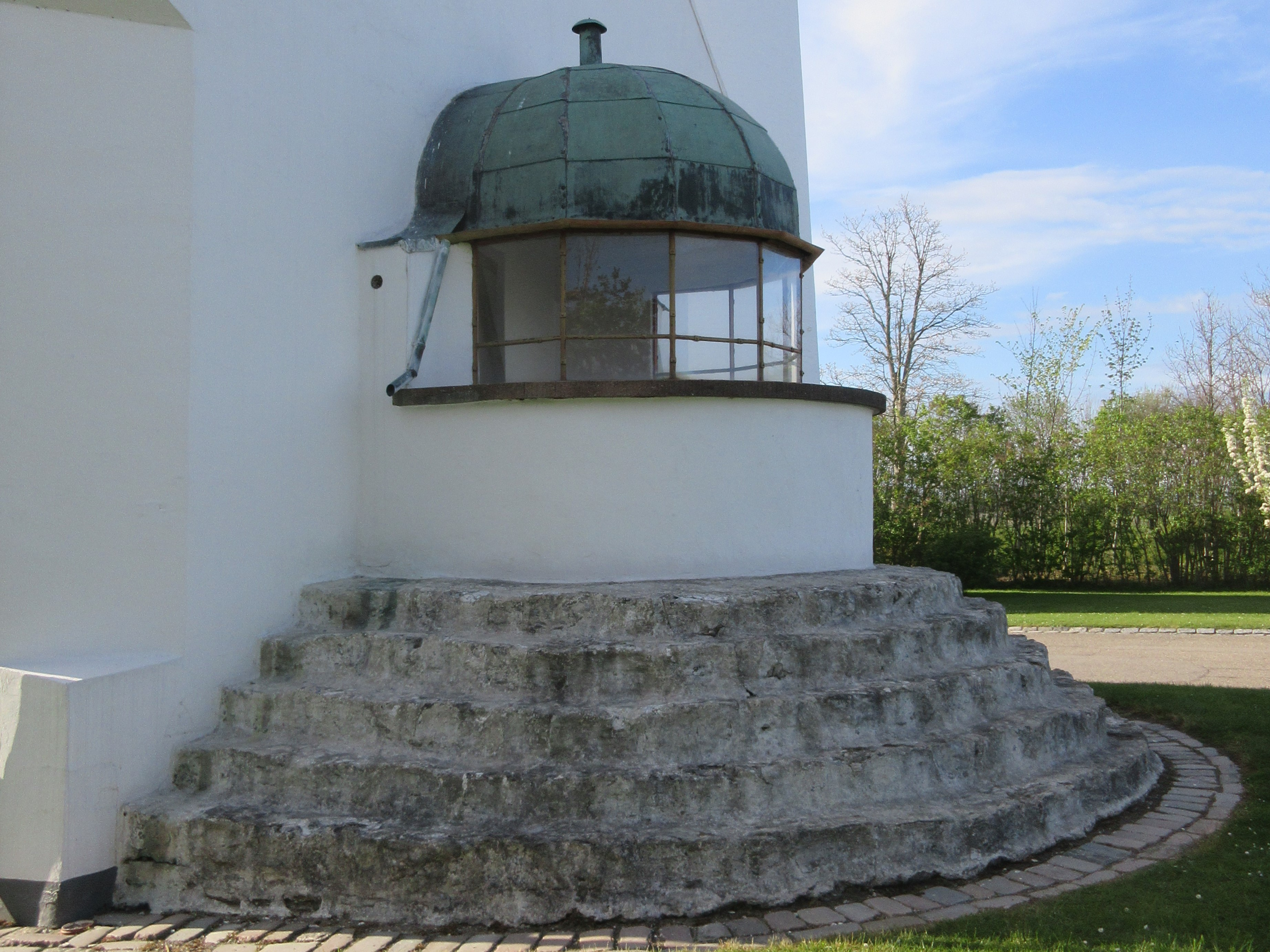
Stevns Gamle fyr, 2021

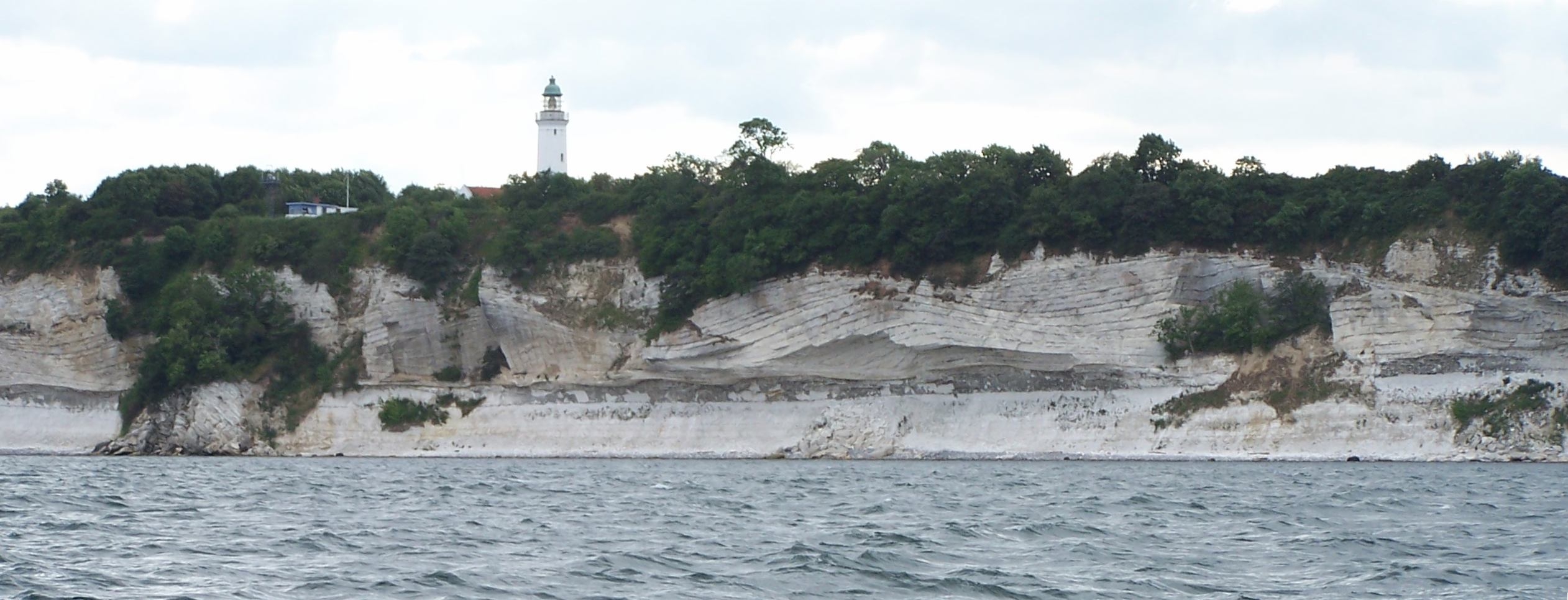
Stevns Klint mit Leuchtturm, 2006

Der Leuchtturm war mit einem rotierenden Linsenapparat, einer Trommellinse, ausgestattet. Es ist ein rund 27 Meter hoher Turm, dessen Grundriss einen Durchmesser von etwa 7 Metern hat. Der Turm ist leicht konisch, so dass der Durchmesser der Galerie etwa 5 Meter beträgt. Es ist aus Kalksteinblöcken gebaut und mit Kalk oberflächenbehandelt. Der Sockel und der Abdeckstein des Schoßes sind aus Granit. Die Galerie ist von einem hohen Eisengeländer umgeben. Unterhalb der Galerie befindet sich ein profiliertes Gesims aus Formsteinen, ebenso wie ein solches den Übergang zwischen Sockel und Turm vermittelt. Unter dem Gesims befindet sich ein Kranz aus taktvollen Jalousien. Die Laterne besteht aus dreieckigen, flachen Glasstäben in Metallstäben und einem glockenförmigen Kupferdach an der Spitze. Die Haupttür ist eine zweiflügelige Füllungstür mit einem halbrunden oberen Fenster, darüber befindet sich das Monogramm von Christian IX. mit der Jahreszahl 1877. Die Fenster sind schmale, zweibogige, einfach gerahmte Fenster.
Die Technologie in diesem neuen Leuchtturm war ein rotierender Linsenapparat auf einem gusseisernen Sockel, der ursprünglich als Uhrwerk zum Drehen mit hochzuziehenden Gewichten fungierte, aber in den 1900er Jahren wurde dieser Antrieb durch einen Elektromotor ersetzt, wobei das Uhrwerk beibehalten wurde, das dann im Notfall verwendet werden konnte.
Am Anfang war das Licht des Leuchtturms helles Petroleum-Licht, wurde aber 1927 geändert, als in den optischen Lichtapparat eine elektrische Glühlampe installiert wurde. Das Leuchtfeuer ist heute ferngesteuert und blinkt alle 25 Sekunden lang.